# Doyleston
Doyleston est une petite localité de la région de Canterbury située dans l'Île du Sud de la Nouvelle-Zélande.

## Toponymie
Elle fut nommée d'après Joseph Hastings Doyle, un homme public, qui se déplaça à partir Christchurch pour venir s'installer dans la localité.

## Histoire
Doyleston promettait d'être l'une des principales villes du secteur du lac Ellesmere, mais rapidement la ville de Leeston domina et certaines des activités de Doyleston se déplacèrent vers Leeston.

## Éducation
Doyleston a eu une école pendant de nombreuses années, mais qui fusionna avec celle de la ville voisine de Leeston à la fin des années 1930.

## Caractéristiques
La ville de Doyleston est marquée par la présence d'un hall dans la rue principale (le second à cet endroit du fait d'un accident de la voie publique lié à une voiture, qui s'était écrasée sur le premier bâtiment , donnant la voie à la construction d'un nouveau bâtiment). La principale attraction de Doyleston est maintenant Osborne Park, qui a été le centre pour le club de football junior dans le secteur du lac Ellesmere pendant de nombreuses années.

## Liens Externes
- Doyleston at the Selwyn District Council
- Ressource relative à la géographie :   - New Zealand Gazetteer